# Beneditinos
Beneditinos est une municipalité brésilienne située dans l'État du Piauí.